# Double énonciation
La double énonciation correspond à une énonciation    s'adressant à deux destinataires distincts. De manière générale, le théâtre est une double énonciation en ce sens qu'un personnage, sur scène, lorsqu'il s'adresse à un autre personnage, s'adresse également aux spectateurs.
La double énonciation sert également à l'auteur pour faire passer un message au public par l'intermédiaire des acteurs.
Le personnage sur scène parle en double énonciation quand il interrompt le dialogue (noté dans les didascalies comme à part ou au public, indiquant un aparté) pour parler au public ou dire sa pensée à part, pour lui, sans que l'autre personnage présent sur scène l'entende. Cette double énonciation est souvent présente dans les monologues particulièrement lorsque les fonctions sensorielles du personnage sont mises en avant.
Néanmoins, pour certaines scènes théâtrales, ce procédé est particulièrement visible.

## Exemples
- Euripide, Iphigénie à Aulis, épisode II : dialogue Agamemnon/Iphigénie : répliques d'Agamemnon à double sens.
- Racine, Iphigénie en Aulide, acte II, scène 2 : idem
- L'Illusion comique, de Corneille :  Acte I, scène 1 : le paysage décrit lors de cette scène d'exposition peut être comparé à celui d'un théâtre, le mur invisible devenant la séparation entre public et acteurs ; ainsi, Alcandre jouerait-il au sens propre son rôle de metteur en scène de l'illusion ;
- Acte V, scène 5 : dans la dernière scène de l'œuvre, l'apologie du théâtre que fait Alcandre s'adresse autant à Pridamant qu'au spectateur
- Mais aussi dans On ne badine pas avec l'amour, acte III, scène 3, ce procédé participe à l'intrigue dramatique.
- Victor Hugo l'utilise dans le drame romantique Hernani, acte IV, scène 2, quand Don Carlos s'adresse dans un monologue autant au défunt Charlemagne qu'au spectateur, donnant ainsi l’illusion de la renaissance de l’Empereur : « Oui, dusses tu me dire avec ta voix fatale »  vers  1581
- Wajdi Mouawad l'utilise dans Incendies (pièce de théâtre), Première partie, "Incendie de Nawal", "1. Notaire", Hermile Lebel s'adresse normalement aux jumeaux, cependant absents de la scène, le notaire invite donc également les spectateurs à entrer dans la pièce : "Entrez, entrez, entrez ! Ne restez pas dans le passage enfin, c'est un passage !"